# Външните
Външните са професионален кеч отбор, състоящ се от Кевин Неш и Скот Хол, най-известен с участието си в WCW. Също така участва в WWF и TNA.
Понякога към Хол и Неш се присъединява Шон Уолтман, образувайки трио най-често наричано „Уолфпак“ (Глутницата).

## История

### WWF (1995, 1996)
Хол (като „Рейзър Рамон“) и Неш (като „Дизел“) се съюзяват в Световната федерация по кеч през март 1995 г., изправяйки се срещу Джеф Джарет и Шон Майкълс в поредица мачове в хаус шоута и в дарк мачове. Те се обединяват още веднъж по време на турнето WWF in High Gear в Германия през април 1995 г., където са изправени пред Джарет и Сайхо Сид. Хол и Неш реформират отбора си през януари 1996 г. пред Джарет и Сайхо Сид / Хънтър Хърст Хелмсли на поредица от хаус шоута.

### WCW (1996 – 1998, 1999)
Външните се събират през 1996 г., когато Хол и Неш се връщат в WCW след като напускат WWF. В сюжетната линия, Хол, по-известен на феновете по онова време като Рейзър Рамон, води нашествие, появявайки се в WCW програма и заявявайки, че прави това по заповед на работодателите си от WWF и предупреждава, че скоро ще дойдат и други. Към него се присъединява бившият WWF шампион в тежка категория Кевин Неш, преди това най-известен като Дизел, две седмици по-късно. Съдебен иск от WWF кара Ерик Бишоф да попита дали Външните работят за WWF, което и двамата категорично отричат. Тяхната история е предшественик на хийл превъплъщението на Хълк Хоган и формирането на Новият световен ред (nWo), основен сюжет за борба, който доминира в програмите на WCW няколко години след това.
Външните печелят Световни отборни титли на WCW шест пъти, като първо ги печелят от Харлем Хийт (Букър Ти и Стиви Рей) на Halloween Havoc през октомври 1996 г. Те губят титлите от Братята Стайнър (Рик Стайнър и Скот Стайнър) на Souled Out (1997). Извън събитието, президентът на WCW Ерик Бишоф отменя решението в епизода на WCW Monday Nitro на следващата вечер. Повторение на тези събития се случва на следващия месец, когато Хол и Неш губят от Лекс Лугър и Гиганта на SuperBrawl VII, като Бишоф отново злоупотребява с властта си и бързо връща титлите на Външните. Те се превръщат в крайъгълните камъни на nWo и са популярни сред феновете, въпреки че са злодеи и враждуват с любимци на феновете като братята Стайнър, Лекс Лугър и Гиганта.
През октомври 1997 г. колегите nWo и Сикс (Шон Уолтман) започват да заменят контузения Неш, обединявайки се с Хол, за да защитават титлите многократно. Външните и Сикс твърдят, че правят това в Wolfpac Rules, наричайки и себе си Уолфпак. Хол и Сикс накрая губят титлите от братята Стайнър на 13 октомври 1997 г. Външните и Стайнър враждуват в телевизионни и на не-телевизионни събития, докато Скот Стайнър се обръща срещу брат си, като се присъединява към nWo и дава титлата си на Хол и Неш.
През май 1998 г. на Slamboree (1998), Външните трябва да защитят титлите срещу Стинг и Гиганта по време на сюжет, в който nWo се разделя на две воюващи фракции. Хол включва Неш по време на този мач, струвайки им титлата, както и разпадайки отбора след като решава да се присъедини към nWo Холивуд, за разлика от фракцията на Неш, образувана под името nWo Уолфпак. Личните проблеми на Хол започват да го засягат и докато Неш е негов враг, той все още показва очевидна грижа и загриженост за своя отчужден приятел. Разделеният отбор се сблъсква един с друг по-късно през годината.
Те се събират отново в началото на 1999 г. и остават отбор, дори след като nWo отново се разпадат. След няколко безцелни месеца (Неш е загубил мач за пенсиониране), като просто се разхождат като вредители на другите кечисти, те спечелват отборните титли за последен път през декември 1999 г.

### WWF / E (2002)
През 2002 г. WWF, притежаващ WCW и неговите търговски марки, Външните и Холивуд Хълк Хоган реформират nWo на ринга на WWF. Събирането е краткотрайно, след като Хоган става фейс на Кечмания 18, Неш получава контузии, Хол и Екс Пак (бившият Сикс, който се присъединява към групата скоро след излизането на Хоган), са освободени от WWE само няколко месеца след тяхното пристигане.

### TNA (2004 – 2005, 2010)
В края на 2004 и началото на 2005 г. Хол и Неш се обединяват отново, този път в TNA като част от трио с колегата си от nWo 2000 Джеф Джарет, но не им е позволено да използват името Нов световен ред или Външните, тъй като WWE притежава търговските марки на двете имена. През октомври 2004 г. Неш и Хол изглежда са на различни страни в предстоящия мач за Световната титла в тежка категория на NWA между Джеф Джарет и Джеф Харди на Victory Road (2004). Хол и Неш дебютират на 7 ноември на Victory Road, като се намесват в мача за Световната титла на NWA и в крайна сметка разкриват, че са на една и съща страна, като атакуват Харди с китари. След мача Неш говори за това как са по-добри от цялата съблекалня на TNA и предизвиква всички, за да им се противопостави. Ей Джей Стайлс приема, но е победен. Ренди Савидж дебютира в TNA, за да се изправи срещу злодеите.
На Impact! от следващата седмица, Неш обявява себе си, Хол и Джарет за Кралете на кеча. Хол, Неш и Джарет започват да носят шарени гащеризони и слънчеви очила в стил Елвис и се намесват в множество епизоди на Impact!, преди да бъдат победени от Савидж, Стайлс и Харди в шесторен отборен мач на Turning Point.
Хол се появява отново на Impact! шоу преди Genesis през 2007 г., като партньор на Стинг за Световните отборни титли на TNA. В Turning Point (2007), Хол и Наш трябва да имат първия си мач като отбор в TNA от 2004 г. насам, но Хол е заменен в мача от Ерик Йънг, който в крайна сметка печели мача. Хол казва пред ръководството на TNA, че не е бил на събитието поради здравословни проблеми.
На 4 януари 2010 г., на живо, три часа, в понеделник вечер епизод на Impact!, Хол и Шон Уолтман (бившият Сикс и Екс Пак) се завръщат в TNA и бързо реформират своя съюз с Неш. Това въплъщение скоро е официално известно като Бандата. Неш и Хол са обявени, че се връщат като отбор на 17 януари в Genesis (2010), но на събитието Хол е заменен от Уолтман, който се съюзява с Неш, за да загуби от Beer Money, Inc. (Джеймс Сторм и Боби Рууд). Обединението не продължава дълго, като на 4 февруари епизодът на Impact!, Хол и Уолтман се обръщат срещу Неш. Въпреки това, това предателство е хитрост, като на Destination X (2010), Неш включва новия си партньор Ерик Йънг и отново се присъединява към Хол и Уолтман, които със своята победа вече имат договори с компанията. След като печели тези нови договори, триото започва да използва инструментална версия на музиката на nWo Уолфпак, като и понякога се нарича отново Уолфпак, въпреки че официалното им име остава Бандата.
На Lockdown (2010), Хол и Неш се връщат в отборно действие за мач в стоманена клетка, където са победени от Тийм 3D. На 4 май по време на записа на епизода от 13 май на Impact!, след като отборният шампион на TNA Мат Морган е нападнат от Самоа Джо, Неш ползва своя договор „Празник или уволнение“, обединил се с Хол и го тушира за да спечели Световните отборни титли на TNA. Най-новият член на групата, Ерик Йънг, също получава дял от титлите, а тримата ги защитават по правилото на Freebird. На 14 юни в Impact!, отбора е лишен от отборните титли, поради правните проблеми на Хол.

## Отличия
- Pro Wrestling Illustrated
  - Отбор на годината (1997)

- Total Nonstop Action Wrestling
  - Световни отборни титли на TNA (1 път) – с Ерик Йънг

- World Championship Wrestling
  - Световна титла в тежка категория на WCW (2 пъти) – Кевин Неш
  - Титла на Съединените щати на WCW (2 пъти) – Скот Хол
  - Световна телевизионна титла на WCW (1 път)[7] – Скот Хол
  - Световни отборни титли на WCW (6 пъти)